# Mas Mercader
Mas Mercader és una masia del municipi de La Pobla de Montornès (Tarragonès) inclosa en l'Inventari del Patrimoni Arquitectònic de Catalunya.

## Descripció
El mas Mercader s'aixeca a l'oest del terme. Aquesta masia ha sofert diferents ampliacions, les restes més antigues que es conserven són d'època medieval. A la zona nord predomina l'estil renaixement, molt influït pel gust popular. Una biga de la planta baixa és un antic cargol d'una gran premsa d'oli, actualment desapareguda. La zona sud és molt moderna, d'estil romàntic del segle xix. Dins la masia es conserven pintures ornamentals al fresc.
La capella de Santa Teresa se situa dins el terme de la Pobla de Montornès. Cal destacar el paviment ceràmic del presbiteri d'estil valencià de cap a 1700. A la part exterior hi ha una pedra amb inscripció de 1727. Això també succeeix a la masia on en una porta es pot llegir la data de 1722.